# Мехдиабад (Саводжболаг)
Мехдиабад (перс. مهدي اباد‎) — село на севере Ирана, в остане Альборз. Входит в состав шахрестана Саводжболаг. Является частью дехестана (сельского округа) Чехарденге бахша Чехарбаг.

## География
Село находится в южной части Альборза, к югу от хребта Эльбурс, юго-западнее Кереджа, административного центра провинции. Абсолютная высота — 1276 метров над уровнем моря.

## Население
По данным переписи 2006 года население села составляло 18 234 человека (9554 мужчины и 8680 женщин). В Мехдиабаде насчитывалась 4661 семья. Уровень грамотности населения составлял 75,69 %. Уровень грамотности среди мужчин составлял 78,11 %, среди женщин — 73,03 %.